# WA Indoor Tour u Hrvatskoj
Prvi put u Hrvatskoj održan je 2023. u sklopu Memorijala Josip Gašparac u Osijeku.

## Izdanja
Kazalo:
██ Bronze Label
* E označava broj natjecatelja u elitnoj kategoriji od ukupnog broja
| Godina | Lokacija | Disciplina    | Broj država | Broj * atletičara | Broj * atletičara | Pobjednici         | Pobjednici   | Pobjednici | Pobjednice           | Pobjednice   | Pobjednice | Ref   |
| ------ | -------- | ------------- | ----------- | ----------------- | ----------------- | ------------------ | ------------ | ---------- | -------------------- | ------------ | ---------- | ----- |
| Godina | Lokacija | Disciplina    | Broj država | M                 | Ž                 | Atletičar          | Rezultat [m] | MP [cm]    | Atletičarka          | Rezultat [m] | MP [cm]    | Ref   |
| 2024.  | Osijek   | skok s motkom | 19          | 24 (9E)           | 20 (10E)          | Ernest John Obiena | 5.83         | +10        | Eléni-Klaoúdia Pólak | 4.56         | +0         | [ 3 ] |
| 2023.  | Osijek   | skok s motkom | 16          | 24 (11E)          | 16 (9E)           | Emmanouil Karalis  | 5.72         | +0         | Caroline Bonde Holm  | 4.44         | +7         | [ 5 ] |

2023. nastupio je, i završio drugi, Piotr Lisek koji ima osobni rekord od 6 metara.